# Obwód Równe Armii Krajowej
Obwód AK Równe – jednostka terytorialna Związku Walki Zbrojnej, a następnie Armii Krajowej. Operowała na terenie powiatu równieńskiego i nosiła kryptonim „Błysk”.
Obwód Równe wchodził wraz z Obwodem Zdołbunów AK i Obwodem Kostopol AK w skład Inspektoratu Rejonowego Równe Okręgu Wołyń („Konopie”).

## Skład
- Odcinek Równe-Miasto

## Akcja Burza
W styczniu 1944 na terenie Równego zorganizowano trzy kompanie konspiracyjne, każda po cztery plutony – razem 500 ludzi:
- 1 kompania – ppor. Stanisław Walczak „Lotnik” (śródmieście, dzielnica Grabnik)
- 2 kompania – ppor. Wacław Klemczak „Blondyn” (dzielnica Wola)
- 3 kompania – chor. Kornel Lewandowski „Lew” (dzielnica Cegielnia-Koszary)

Na terenie powiatu rówieńskiego powstało poza tym 10 plutonów konspiracyjnych – razem 400 osób. Objęły one: Aleksandrię, Hoszczę, Klewań, Korzec, Lubomirkę, Międzyrzec, Tuczyn i Żytyń.